# Linden (Noord-Brabant)
Linden (dialect: Liende) is een dorp en voormalige gemeente in de gemeente Land van Cuijk, in de Nederlandse provincie Noord-Brabant. Op 1 januari 2023 telde het dorp 270 inwoners, verdeeld over 106 woningen, met een gemiddelde WOZ-waarde van € 484.000, op een oppervlakte van 6,98 km².
Linden was al enkele eeuwen voor het begin van onze jaartelling bewoond, dit kwam doordat het relatief hoog lag ten opzichte van de Maas. Het dorp is het kleinste dorp in de gemeente. Linden ligt ten westen van Cuijk aan de A73. De Kraaijenbergse Plassen omsluiten het dorp vrijwel in zijn geheel.

## Geschiedenis
Linden was tot 1942 een zelfstandige gemeente en omvatte de buurtschappen Groot Linden (het huidige Linden), Klein Linden, en Katwijk. Frans Schram was de laatste burgervader van Linden. Op 1 augustus 1941 werd hij daar benoemd tot tijdelijk burgemeester. In 1942 werden Klein Linden en Katwijk bij de gemeente Cuijk en Sint Agatha gevoegd en kwam Groot Linden (het tegenwoordige Linden) bij de gemeente Beers. Deze gemeente werd in 1994 op haar beurt opgenomen in de nieuwgevormde fusiegemeente Cuijk.

## Bezienswaardigheden
- De Sint-Lambertuskerk te Linden is een 15e-eeuws gotisch kerkje. Het oudste deel is de bakstenen, vlakopgaande toren. Iets jonger is het eenbeukig schip dat een wat smaller en lager koor heeft. In de kerk is een vroeg-16e-eeuws beeld van de Heilige Barbara te vinden en 15e-eeuwse beelden van de Heilige Antonius en de Heilige Anna. De klok stamt uit 1624, ze werd tijdens de Tweede Wereldoorlog door de bezetter gestolen maar na de bevrijding in 1944 weer te Tilburg teruggevonden. De kerk is gerestaureerd van 1998-2002.
- Naamloze achtkante windmolen: Molen van Linden, geplaatst in 1869.

## Natuur en landschap
Linden ligt op een rivierduin dat enkele meters hoger ligt dan het omringende land. Sinds de jaren 60 van de 20e eeuw is het grootste deel van de omgeving van Linden vergraven voor zand- en grindwinning, waarbij de Kraaijenbergse plassen zijn ontstaan. Tegenwoordig is dit een natuur- en recreatiegebied.
Linden ligt op 1 km van de Maas verwijderd. De plassen strekken zich ook uit tussen de Maas en het dorp.

## Trivia
De 40-kilometerwandelaars (burger) van de Nijmeegse Vierdaagse komen op de laatste dag door Linden. Voor deze gelegenheid versieren de inwoners hun dorp op een ludieke manier volgens een thema. Het weekend na de Vierdaagse is de versiering nog te bewonderen.
De molen tussen Katwijk en Linden, is volgens de Lindenaren de Lindense Molen en volgens de Katwijkenaren de Katwijkse molen.

## Verenigingen
- Voetbalvereniging VV SIOL (Sport Is Ons Leven, opgericht in 1945 in Katwijk aan de Maas, als vereniging voor Katwijk en Linden, thans spelend op Sportpark De Groenendijkse Kampen in Cuijk)

## Nabijgelegen kernen
- Katwijk, Beers, Gassel, Heumen (via de brug over de Maas)

## Zustergemeente
Linden heeft de Vlaams-Brabantse gemeente Linden als zustergemeente. Die Vlaamse gemeente organiseert jaarlijks een evenement genaamd "Linden groet Linden", waarbij de deelnemers in het Nederlandse Linden op bezoek komen.

## Galerij

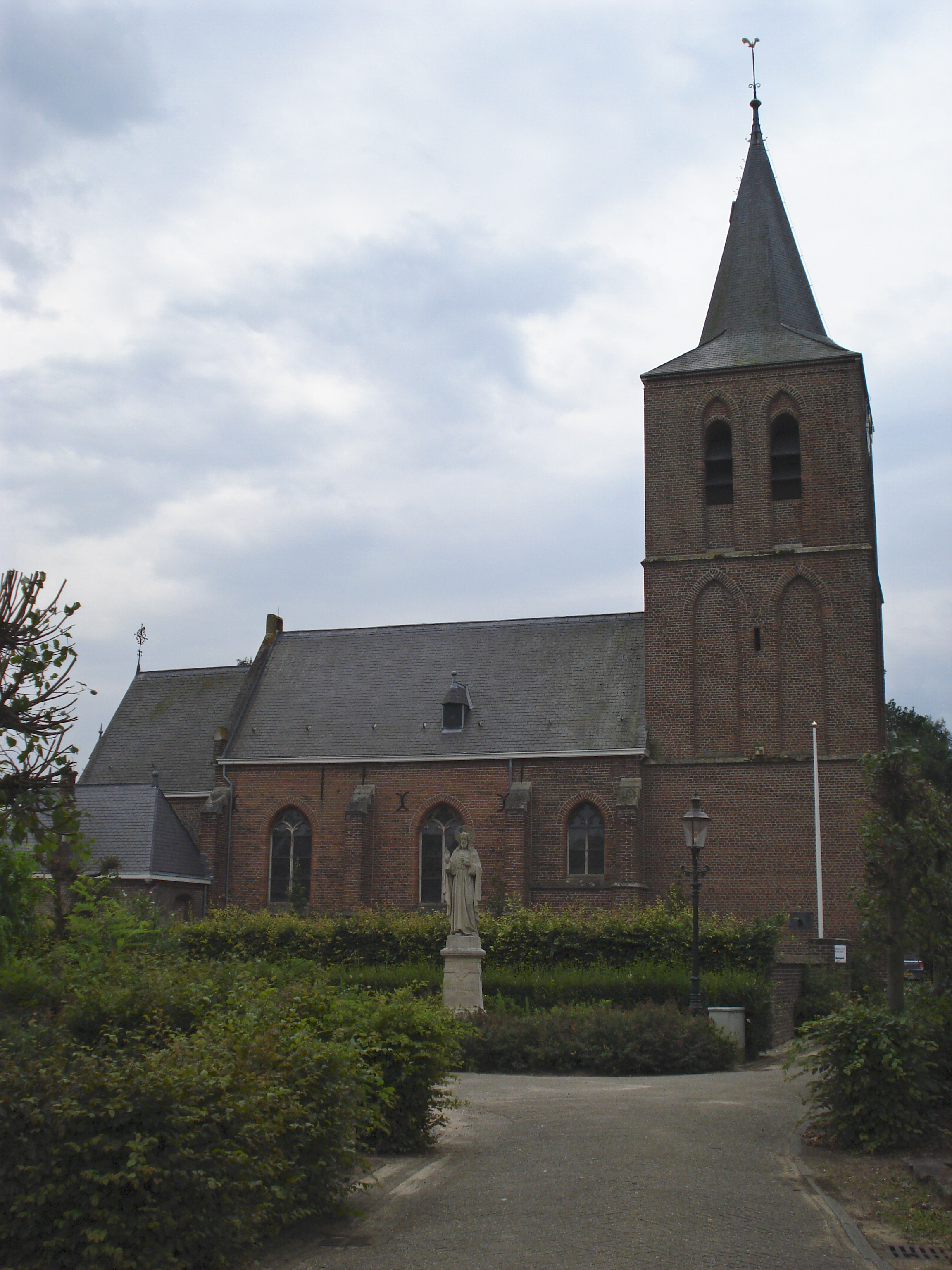
Sint Lambertuskerk
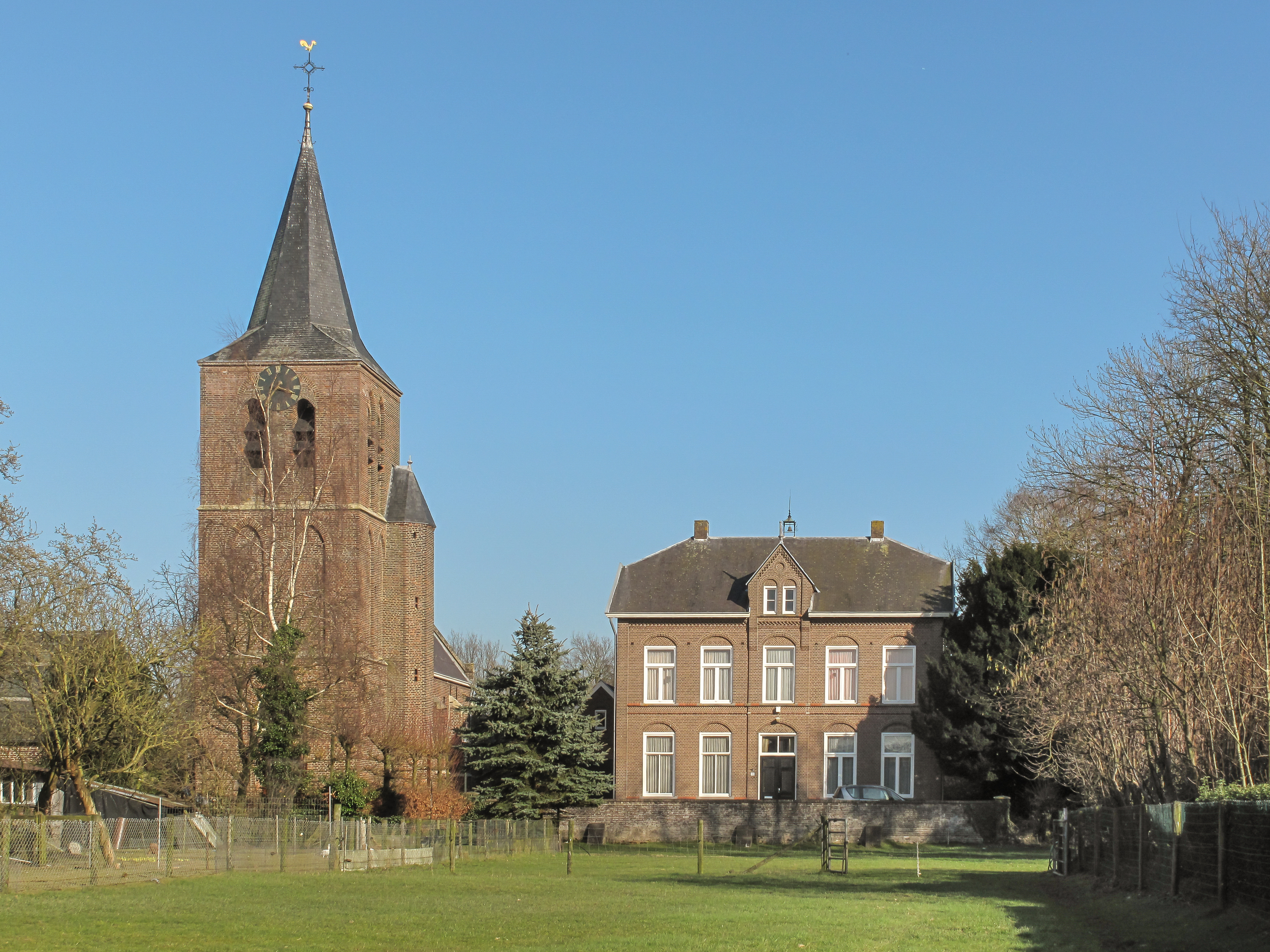
Sint Lambertuskerk
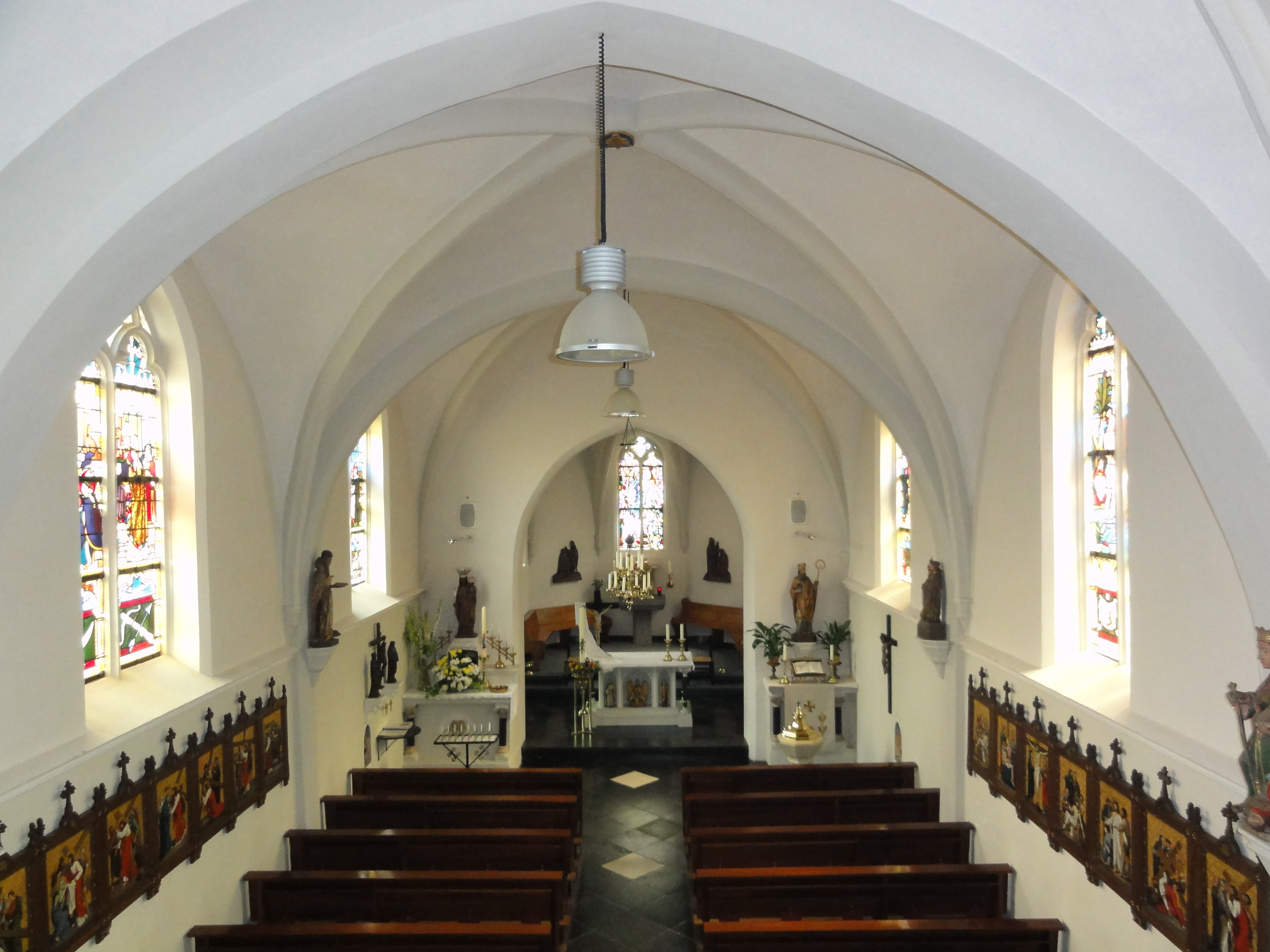
Sint Lambertuskerk interieur
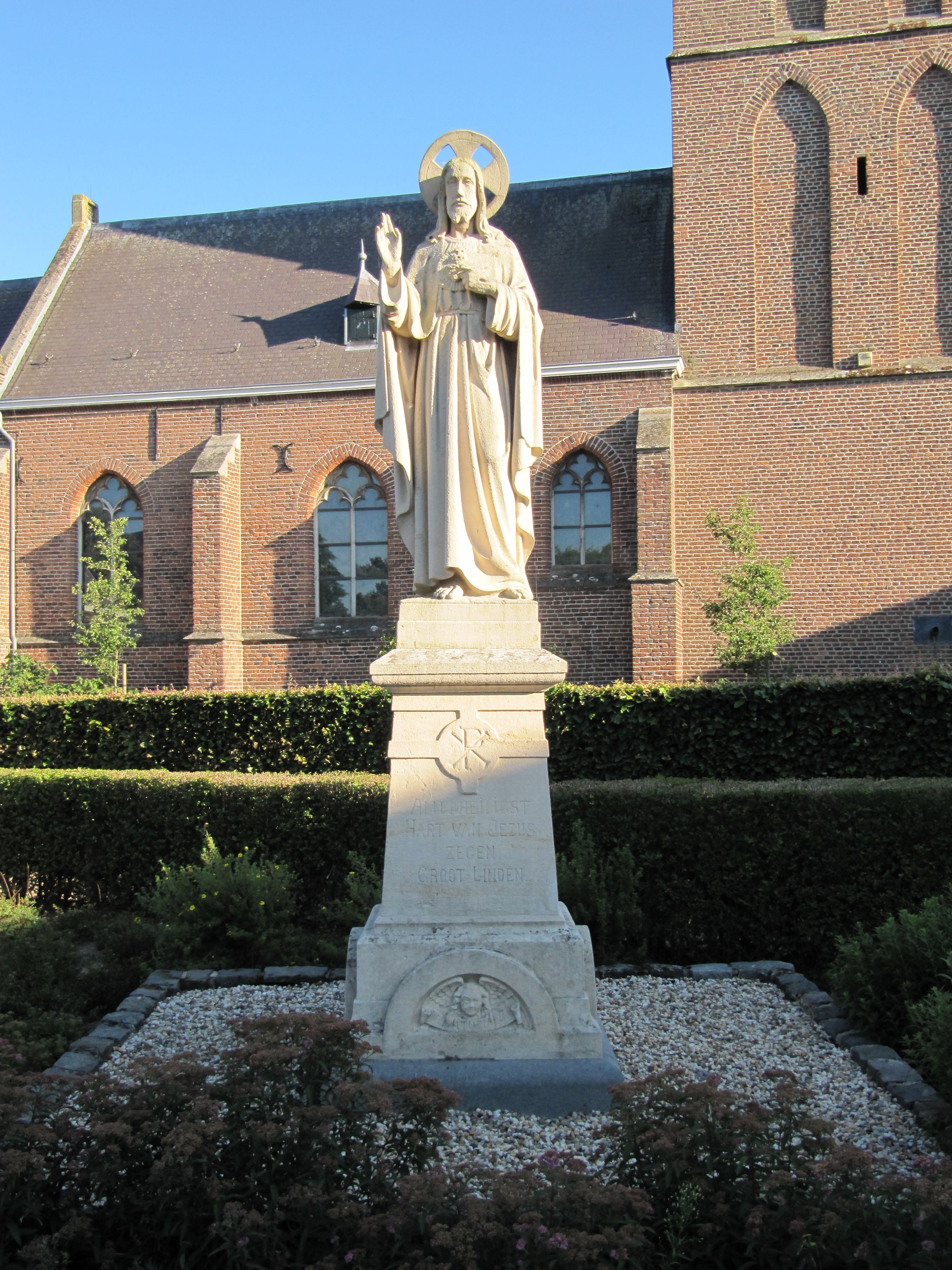
Christus beeld bij de kerk
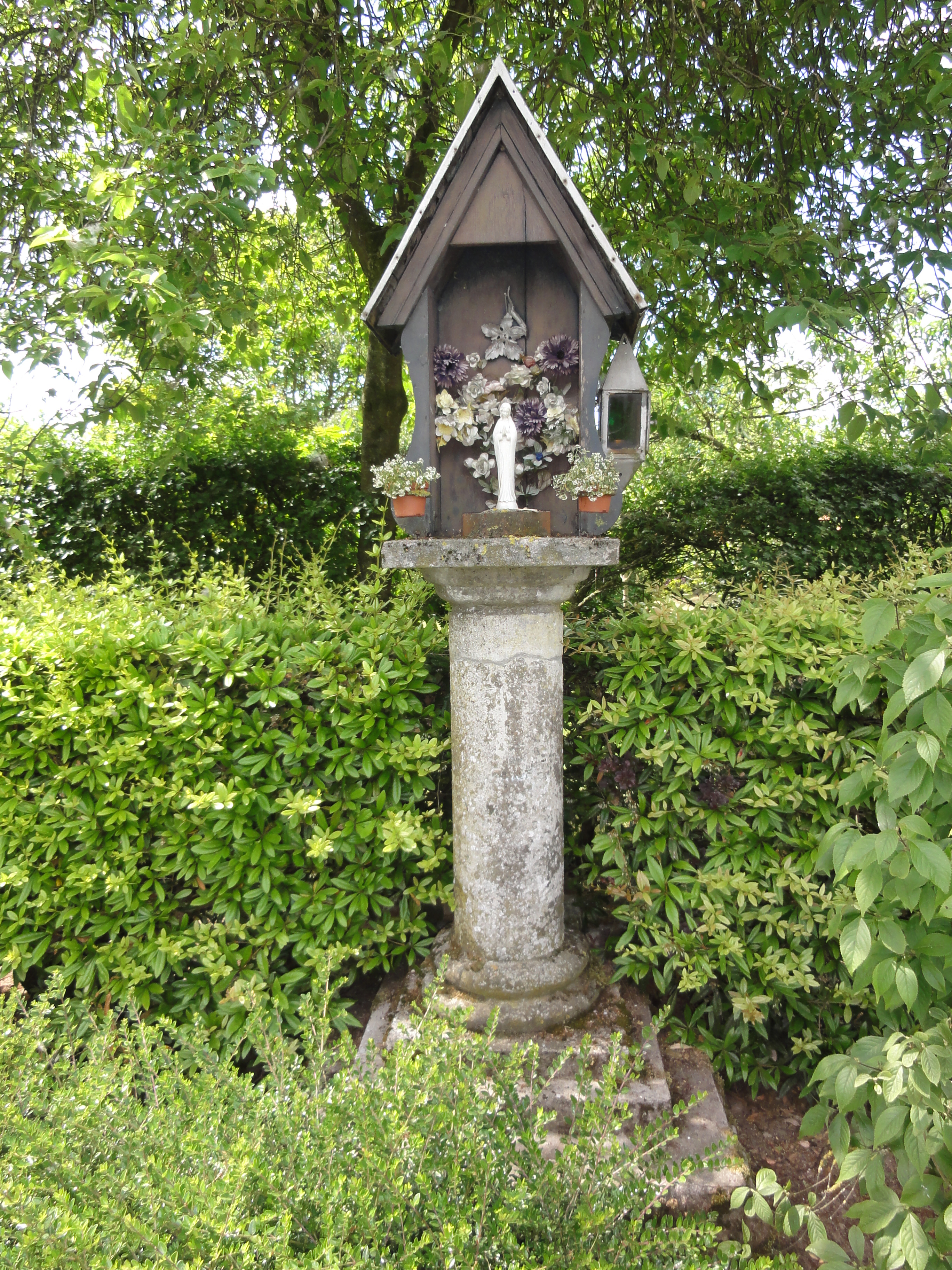
Wegkapelletje met Mariabeeldje
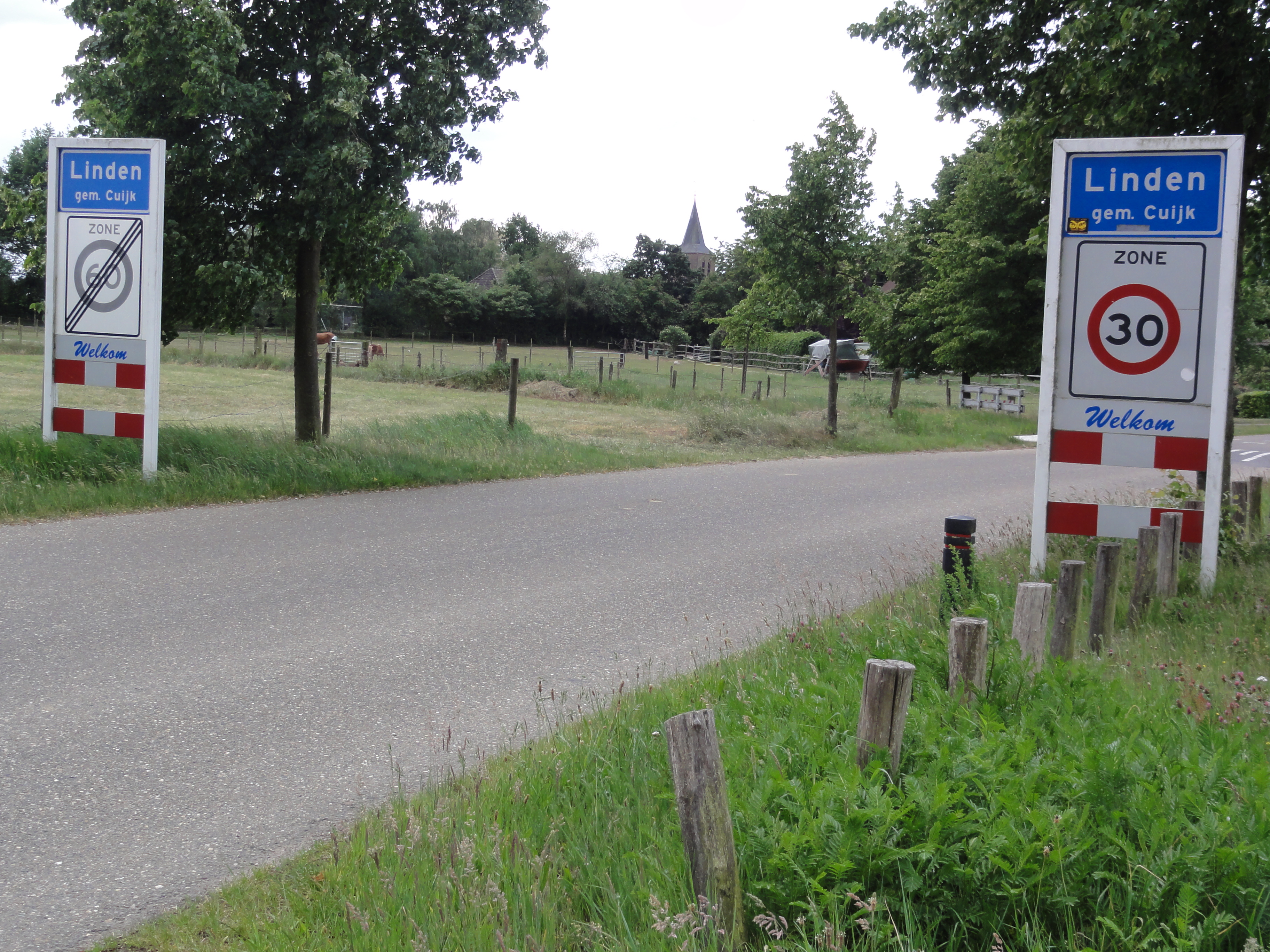
Welkomsbord
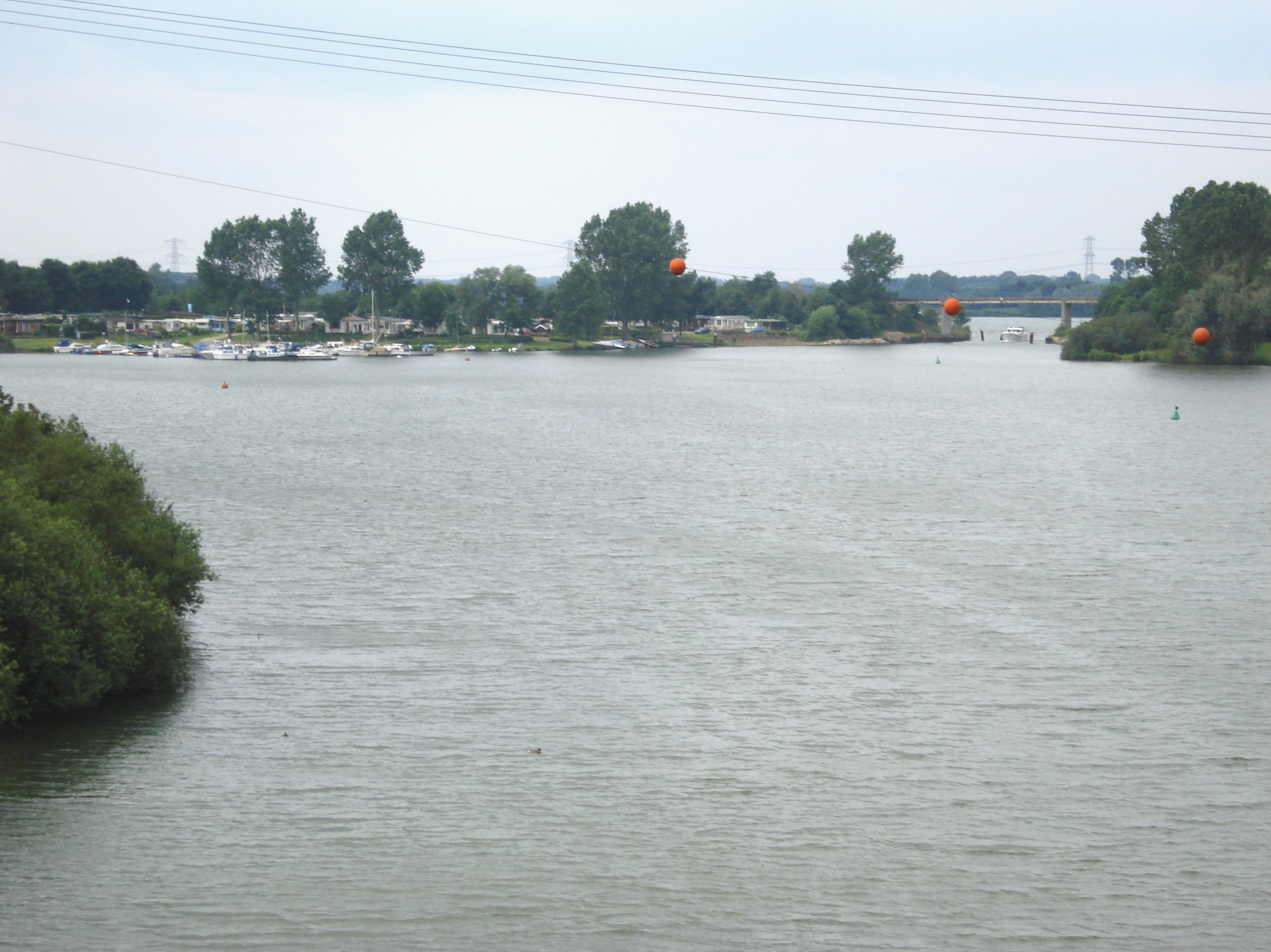
Kraaijenbergse plassen
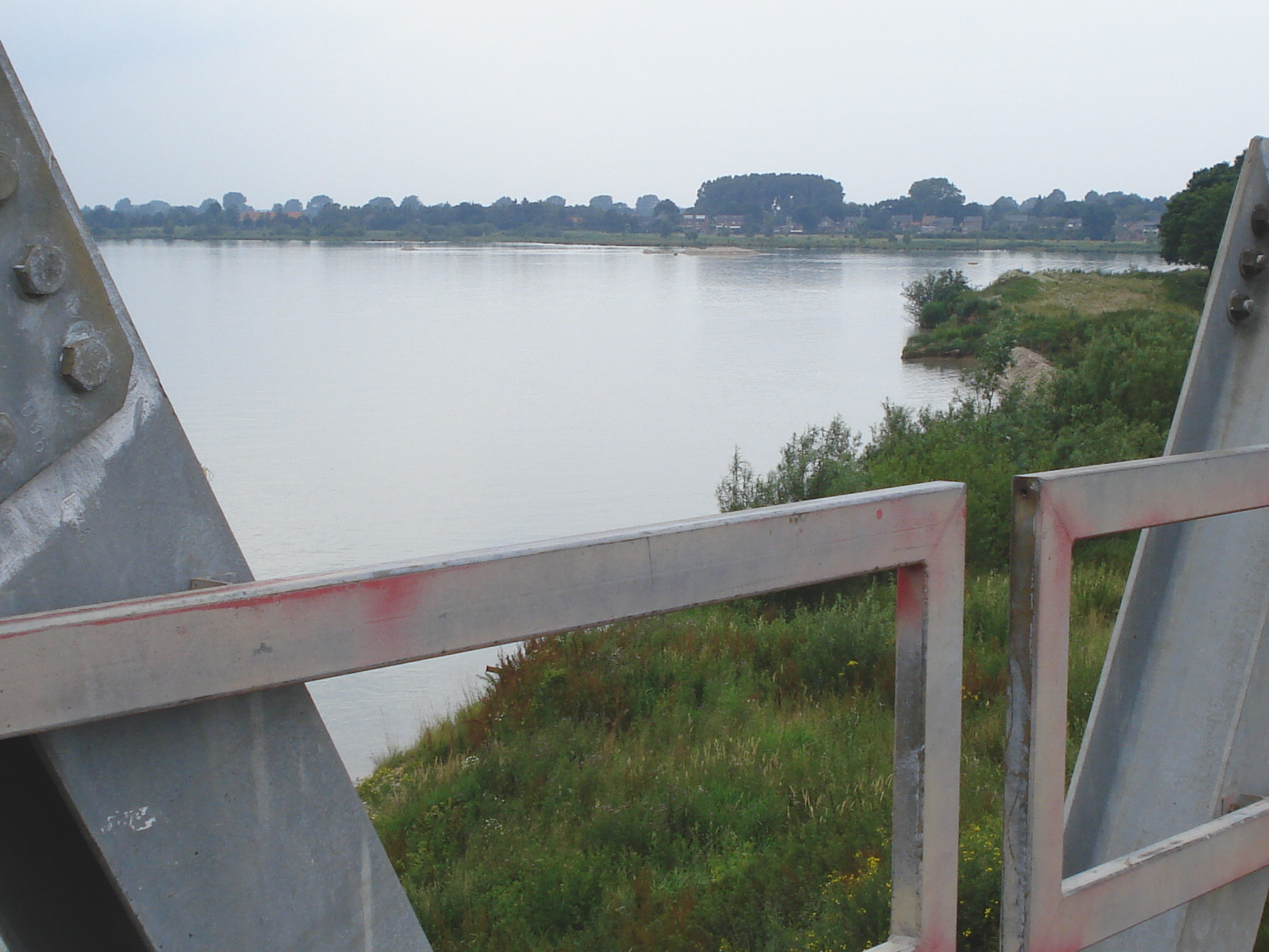
Kraaijenbergse plassen